# Megachile pilidens
Megachile pilidens är en biart som beskrevs av Johann Dietrich Alfken 1924. Megachile pilidens ingår i släktet tapetserarbin, och familjen buksamlarbin. Inga underarter finns listade i Catalogue of Life.